# Curare
Curare (paraula derivada del mot indígena urari que significa verí) és el nom comú per a diversos verins d'origen vegetal utilitzats tradicionalment en les sagetes d'alguns pobles indígenes d'Amèrica del Sud. Els tres tipus principals de curare són: 
- tubocurarina (també conegut com a curare del bambú, ja que s'empaqueta en canyes buides de bambú; la principal toxina és la D-tubocurarina). És un alcaloide mono-quaternari derivat de la isoquinolina.
- Curare calebas (també anomenat curare de la carbassa pel lloc on s'empaqueta; les principals toxines són al·loferina i toxiferina)
- Curar de pot (empacats en pots d'argila cuita; les principals toxines són protocurarina, protocurina, i protocuridina).

El tipus calebas és el més tòxic segons el valor LD50.

## Història
El curare s'ha fet servir pels indígenes sud-americans per paralitzar els peixos. Se'ls dispara dards enverinats que els produeixen asfíxia i els músculs no es poden contraure. Donat que els components del curare són massa grans i amb alta càrrega per passar pel sistema digestiu per a ser absorbits per la sang, els indígenes podien menjar-se els peixos enverinats amb total seguretat.
El 1596 Sir Walter Raleigh mencionà aquest verí. El 1780, Felix Fontana descobrí que actuava en el moviment voluntari de la musculatura. In 1800, Alexander von Humboldt donà la primera notícia de com es preparava el curare a l'Orinoco.
Durant 1811-1812 Sir Benjamin Collins Brodie (1783-1862) experimentà amb el curare. Va ser el primer a demostrar que el curare no matava l'animal i que aquest es recuperava si la respiració es mantenia artificialment. El 1825 Charles Waterton va descriure un experiment ja clàssic amb un ase enverinat amb curare i mantingut viu amb una traqueotomia. El botànic Robert Hermann Schomburgk, identificà la liana del gènere Strychnos com una de les fonts del curare (Strychnos toxifera).
George Harley (1829-1896) demostrà el 1850 que el curare era efectiu contra el tètanus i l'enverinament amb estricnina. El 1914 Henry Hallett Dale (1875-1968) va descriure l'acció fisiològica de l'acetilcolina. i anys després demostrà que l'acetilcolina és la responsable de la transmissió neuromuscular que podia ésser bloquejada pel curare.
La tubocurarina és, entre els components del curare, la que té més aplicacions mèdiques.

## Plantes font del curare
- Strychnos toxifera
- Chondrodendron tomentosum